# Цитронелловое масло
Цитроне́лловое ма́сло — эфирное масло, содержится в листьях и стеблях цитронелла (Cymbopogon nardus L. и Cymbopogon winterianus Jowitt), культивируемого в Юго-Восточной Азии, Южной Африке, Центральной и Южной Америке.
Цитронелловое масло делят на два хемотипа:
- Цейлонский (получаемый из Cymbopogon nardus L.), основной состав — гераниол (18-20 %), лимонен (9-11 %), метилэвгенол (7-11 %), цитронеллол (6-8 %), цитронеллаль (5-15 %).
- Яванский (получаемый из Cymbopogon winterianus Jowitt), основной состав — цитронеллаль (32-45 %), гераниол (11-13 %), геранилацетат (3-8 %), лимонен (1-4 %). Этот хемотип, за счёт более высоких концентраций гераниола и цитронеллаля, ценится гораздо выше[2][3].

## Свойства
Цитронелловое масло — светло-жёлтая или коричневая жидкость со свежим травянисто-цветочным запахом. Растворимо в этаноле (1:2 — в 80%-м); нерастворимо в воде.
| tвсп, °С | {\displaystyle {\mbox{d}}_{20}^{20}} | {\displaystyle [{\mbox{n}}]_{\mbox{D}}^{20}} | {\displaystyle [\alpha ]_{\mbox{D}}^{20}} | ЛД50                                                     |
| -------- | ------------------------------------ | -------------------------------------------- | ----------------------------------------- | -------------------------------------------------------- |
| 49       | 0,845 ÷ 0,880                        | 1,466 ÷ 1,487                                | 0 ÷ -22                                   | > 5 г/кг крысы (перорально), 4,7 мл/кг кролики (накожно) |

## Химический состав
В состав масла входят — гераниол, лимонен, метилэвгенол, цитронеллол, цитронеллаль, геранилацетат, дипентен, γ-кардинен, кадинол, изомасляный альдегид, цитраль, ванилин, хавикол, фурфурол и другие компоненты.

## Получение
Получают из свежих веток и цветущих однолетних побегов путём водно-паровой дистилляции, выход масла до 1,0—2,5 %.
В настоящее время, мировое производство масла составляет приблизительно 4 000 тонн. Основные производители — Китай и Индонезия, на эти страны проходится около 40 % мирового производства. Цитронелловое масло также производится в Tайване, Гватемале, Гондурасе, Бразилии, Шри-Ланке, Индии, Аргентине, Эквадоре, Ямайке, Мексике, на Мадагаскаре и в ряде стран Южной Африки.

## Применение
Применяют как компонент парфюмерных композиций, отдушек для косметических изделий, мыла и товаров бытовой химии. Но в основном масло используют для выделения цитронеллаля и гераниол.
Цитронелловое масло хороший растительный репеллент. В этом качестве в США он был зарегистрирован в 1948 году. Управление по охране окружающей среды рассматривает это эфирное масло как нетоксичный биопестицид. Исследования показывают, что это масло обладает хорошими противогрибковыми свойствами.